# Église de Tous-les-Saints de Tuckingmill
Pour les articles homonymes, voir Église de Tous-les-Saints.
L'église de Tous-les-Saints de Tuckingmill (anglais : All Saints' Church) est une église paroissiale anglicane située dans le hameau de Tuckingmill (en) et la paroisse civile de Camborne, dans le comté de Cornouailles, en Angleterre. Cet édifice construit en 1845 dans le style revivaliste normand est aujourd'hui classé monument de Grade II.

## Historique
La première pierre de l'édifice porte l'inscription suivante : 
« The foundation stone of this Church, dedicated to All Saints, was laid to the Glory of God and for the Salvation of Man, by the Rt. Hon. the Baroness Basset of Tehidy, on 31st day of August 1843. »
« La première pierre de cette Église, dédiée à Tous les Saints, a été posée à la Gloire de Dieu et pour le Salut des Hommes par l'Hon. Rév. la baronnesse Basset de Tehidy (en), le 31e jour d'août 1843. »
L'édifice est construit dans le style revivaliste normand par John Hayward (en) d'Exeter. Elle est consacrée par le lord évêque d'Exeter le 21 juillet 1845. À cette occasion, l'édifice est dédié à tous les saints ; le sermon prononcé par le pasteur John Punnett, vicaire de St Erth, a été publié par écrit.
L'édifice est rénové de 1875 à 1879 par James Piers St Aubyn (en) : le chœur est rehaussé et son toit pourvu de tuiles, la galerie de la tour est supprimée, tandis que les sièges sont remplacés et les murs et les fenêtres réparés. Les travaux sont réalisés par l'entreprise de Mr. W. May de Pool. Le retable en marbre et en pierre serpentine est également conçu par Piers St Aubyn et achevé en novembre 1882. L'église est rouverte le jeudi 20 février 1879.
L'église de Tous-les-Saints de Tuckingmill est classée comme monument de Grade II sur la National Heritage List for England depuis le 12 septembre 1989.
En 2016-2017, le National Lottery Community Fund (en) récolte 9 436 £ pour financer le nouveau chemin avec dallage et luminaires permettant d'accéder au centre communautaire.
Après avoir été signalée comme patrimoine en péril, l'église de Tous-les-Saints reçoit un financement de 146 000 £ de la part du National Lottery Heritage Fund (en) pour une restauration.

## Architecture

### Plan
L'église de Tous-les-Saints possède une nef à cinq travées, un porche d'entrée au nord, un chœur à travée unique et un collatéral sud de même longueur que la nef et jouxté par le clocher-tour occidental.

### Extérieur
Cette église de style néo-roman possède des façades en grès rouge avec ornements en granite et un toit en ardoise. Ses fenêtres sont en plein cintre. 
Chaque travée de la nef possède des lésènes et des bandes lombardes. Le porche, attenant au côté nord de la quatrième travée, abrite une embrasure de porte de style normand dont l'extrados est sculpté. Les autres travées possèdent des fenêtres simples semblables à celles de la tour. La façade occidentale est pourvue de deux fenêtres du même style, tandis que le pignon occidental possède une baie triple dont les colonnes ont des chapiteaux cubiques. Les pignons sont coiffés de chaperons ; l'extrémité orientale est ornée d'une croix.  
Le clocher-tour de quatre étages possède deux contreforts à mi-hauteur au niveau de l'angle nord-ouest, ainsi qu'une poivrière dans l'angle sud-ouest. Ces éléments sont surmontés de hampes d'angle. Chaque étage possède un bandeau, à l'exception de l'étage supérieur qui possède également un second bandeau au niveau de l'imposte de la colonne de son ouverture. Les trois premiers étages possèdent chacun une fenêtre simple sur chaque côté (à l'exception du côté sud du premier étage), toutes munies de pilastres faisant office de montants, tandis que l'étage supérieur est pourvu de fenêtres doubles à abat-sons, dont les colonnes centrales sont surmontées de chapiteaux sculptés. Le toit pyramidal en plomb est soutenu par une série de corbeaux et surmonté d'un épi de faîtage. On peut accéder à la tour par une porte à arche en plein cintre située sur le côté ouest.

### Intérieur
À l'intérieur, les murs sont recouverts de peinture blanche tandis que les embrasures des fenêtres sont chanfrenées. La nef est séparée du bas-côté par une arcade de cinq arches en plein cintre chanfrenées supportées par des colonnes cylindriques aux chapiteaux festonnés. L'arche du chœur (de), elle aussi en plein cintre, possède des ornements en dents-de-scie (en) autour de sa voûte. L'arche intérieure de la tour est aussi en plein cintre. La charpente à fermes est supportée par de minces piliers muraux dont les bases sont en encorbellement. 
Les fonts baptismaux, datés de la fin du XIe siècle ou du début du XIIe siècle, sont peut-être issus de l'ancienne chapelle Saint-Derwa de Menadarva (en).
Le vitrail de la façade orientale est conçu par Joseph Bell en 1847. Les autres vitraux sont conçus dans les années 1890 par l'atelier Fouracre et Watson (ou Fouracre and Son) de Plymouth.

## Instruments de musique

### Orgue
En 1979, un nouvel orgue à neuf jeux est commandé à l'atelier Hele and Sons de Plymouth pour un coût de 120 £ (
soit 12 300 £ en 2025). En voici la composition détaillée.
| Pedal C–f1 |             |     |
| 1.         | Bourdon     | 16′ |
| 2.         | Violoncello | 8′  |

| Great C–g3 |                  |    |
| 3.         | Open Diapason    | 8′ |
| 4.         | Stopped Diapason | 8′ |
| 5.         | Dulciana         | 8′ |
| 6.         | Principal        | 4′ |
| 7.         | Flute            | 4′ |
| 8.         | Fifteenth        | 2′ |
| 9.         | Gamba            | 8′ |

| Swell C–g3 |                 |    |
| 10.        | Violin Diapason | 8′ |
| 11.        | Lieblich Gedact | 8′ |
| 12.        | Keraulophon     | 8′ |
| 13.        | Celeste         | 8′ |
| 14.        | Horn            | 8′ |
| 15.        | Gemshorn        | 8′ |
| 16.        | Oboe            | 4′ |
| 17.        | Tremulant       | 8′ |

- Couplage : Swell/Pedal, Swell/Great, Swell octave, Great/Pedal

### Cloches
La tour de l'église abrite un ensemble de huit cloches fondues par l'atelier John Taylor and Company. Six cloches sont d'abord installées en 1931, puis deux autres en 1936.

## Cimetière
Dans le cimetière, près de l'entrée de l'église, se trouve un monument aux morts en forme de croix celtique. Il repose sur un piédestal cubique sur lequel sont inscrits les noms de soldats tombés lors des Première et Seconde Guerres mondiales. La base à trois marches porte sur une des faces de sa marche supérieure l'inscription latine In manus tuas (it) (« Dans tes mains »),,.

## Statut paroissial
L'église de Tous-les-Saints de Tuckingmill partage son bénéfice avec l'église Saint-Martin-et-Saint-Mériadec de Camborne et l'église de la Sainte-Trinité de Penponds. L'église de Tuckingmill est rattachée à la paroisse de Camborne et Tuckingmill, au doyenné de Carnmarth North et à l'archidiaconé de Cornouailles au sein du diocèse de Truro de l'Église d'Angleterre.